# Fernando Tarcisio Filograna
Fernando Tarcisio Filograna (* 29. září 1952 Lequile) je italský římskokatolický duchovní a biskup Nardò-Gallipoli.

## Život
Narodil se 29. září 1952 v Lequile.
Vstoupil do kněžského semináře v Poggio Galeso. Teologické a filosofické vzdělání získal na Papežské lateránské univerzitě a Papežské univerzitě Gregoriana v Římě. Roku 1975 byl v bazilice svatého Petra papežem Pavlem VI. vysvěcen na akolytu a 29. června 1977 biskupem Francescem Minervou na kněze.
Stal se pedagogem Papežského římského většího semináře a Vyššího institutu náboženských věd v Lecce. V rámci arcidiecéze Lecce zastával tyto funkce:
- spirituál nižšího semináře v Lecce
- notář diecézního církevního soudu
- vicekancléř kurie
- rektor nižšího semináře
- biskupský vikář pro klérus a trvalé jáhny
- člen kněžské rady a sboru poradců
- vedoucí diecézního centra pro povolání
- kanovník katedrály
- farář farnosti Maria Santissima Assunta v Trepuzzi a farnosti San Giovanni Maria Vianney v Lecce
- biskupský vikář pro klérus, zasvěcený život a pastoraci
- postulátor procesu blahořečení Uga de Blasi
- pro-generální vikář a generální vikář

Dne 16. července 2013 jej papež František jmenoval biskupem Nardò-Gallipoli. Biskupské svěcení přijal 14. září z rukou arcibiskupa Domenica Umberta D'Ambrosio a spolusvětiteli byli arcibiskupové Adriano Bernardini a Donato Negro.